# Johannisloge Minerva

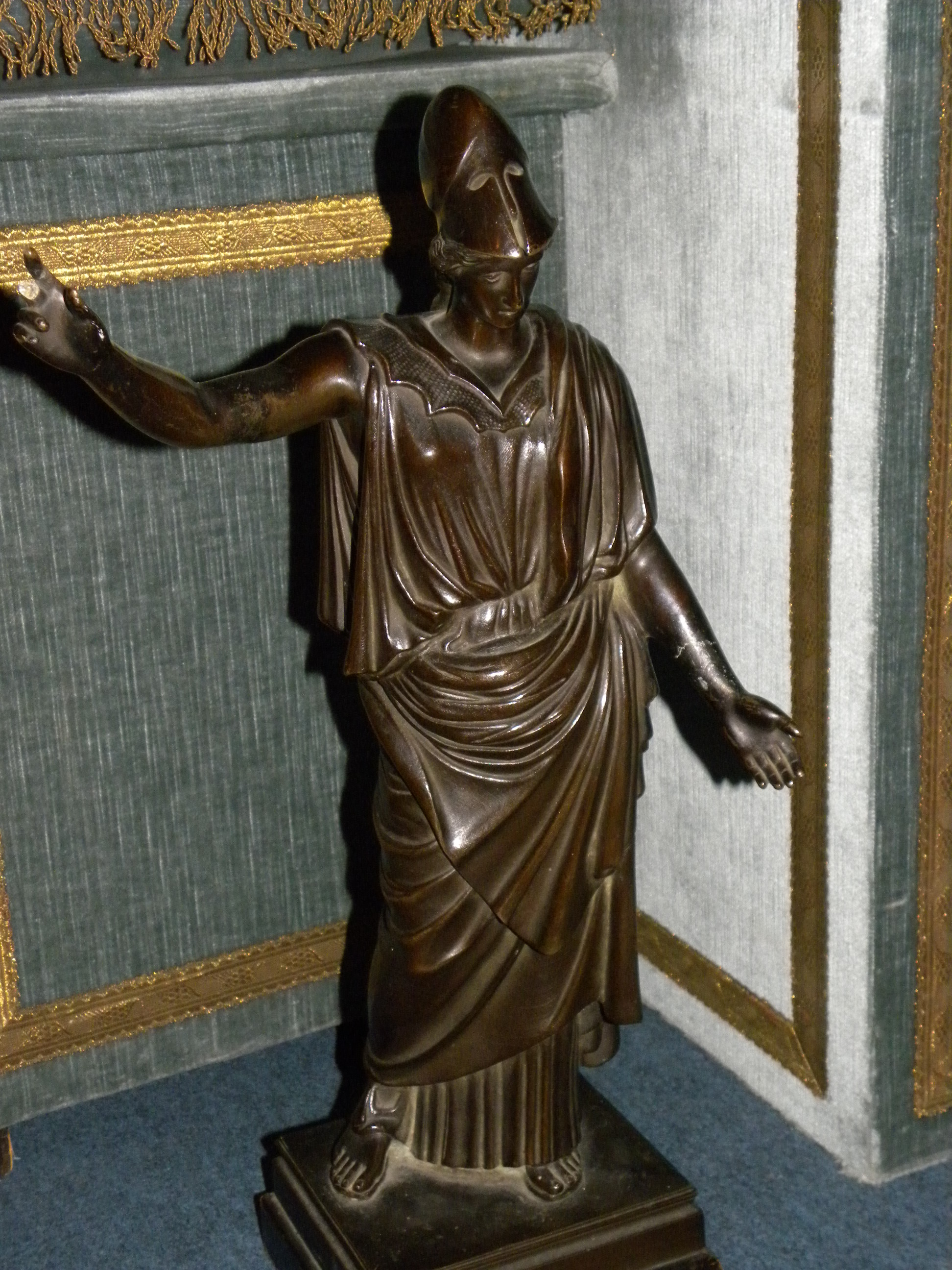
Skulptur der Minerva

Die Johannisloge Minerva ist eine Freimaurerloge in Berlin. Sie ist Mitglied der Großen Landesloge der Freimaurer von Deutschland (GLLFvD) und damit auch der Vereinigten Großlogen von Deutschland (VGLvD). Die Johannisloge Minerva wurde am 13. Mai 1768 unter der Protektion Friedrichs des Großen als eine der sieben Gründungslogen der GLLFvD gegründet und ist die älteste dieser sieben Logen mit der Matrikelnummer 1.

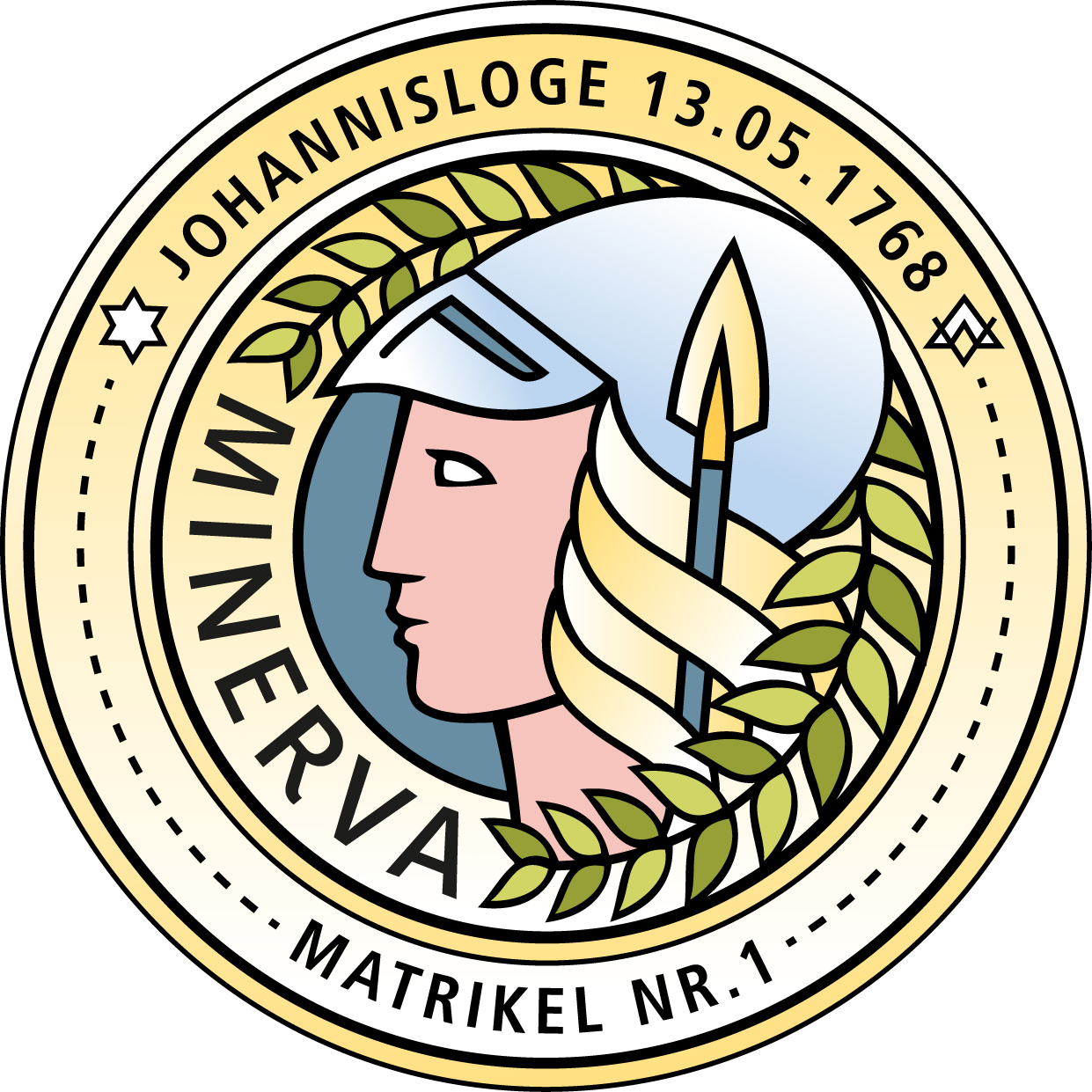
Logo Johannisloge Minerva

## Geschichte

### Von der Gründung 1768 bis zum Verbot durch die Nationalsozialisten

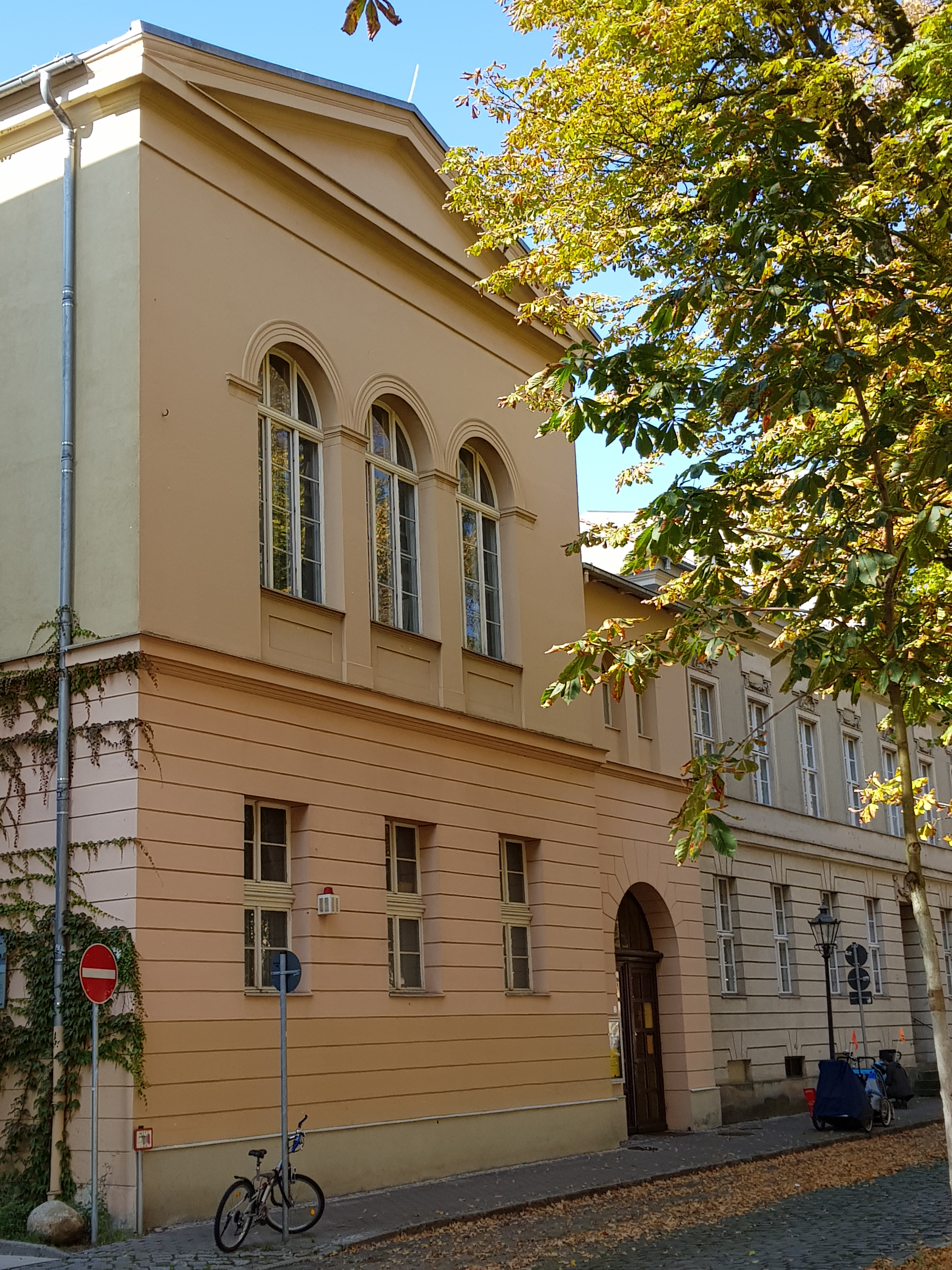
Ehemaliges Logenhaus in der Kiezstraße 10

Die Gründung der Johannisloge Minerva hat ihren Ursprung im Bestreben des Ordensgründers, Wilhelm von Zinnendorf, Generalarzt der Preußischen Armee und Begründer des Sanitätswesens, und Levin von Geusau, eine Loge nach dem „Schwedischen System“ in Preußen zu errichten.
Im März 1768 trafen sich Wilhelm von Zinnendorf und Lewin von Geusau mit einem Teil der begründenden Brüder in Zehlendorf („Zehlendorfer Treffen“), um die zeitnahe Errichtung der ersten Johannisloge schwedischer Lehrart zu vereinbaren.
Am 13. Mai 1768, im Lokal „Gerlachscher Garten“ vor dem Nauener Tor, brachte der Ordensgründer das Licht in die Loge ein. Sie gab sich den Namen „Minerva“. Der Name Minerva wurde nicht ohne Grund gewählt. Nach damaligem Verständnis spiegelten die Eigenschaften, die mit der Göttin Minerva verbunden wurden, viele der Tugenden wider, denen ein Freimaurer nachzukommen hatte.
Die als Mitstifter zur neuen Loge getretenen Brüder wurden folgendermaßen in ihre Ämter eingesetzt:
- Levin von Geusau (Vorsitzender Meister)
- Julius Adolf Friedrich Treusch von Buttlar (Abgeordneter Meister)
- Johann Wilhelm von Seel (1. Aufseher)
- Ernst Johann von Manstein (2. Aufseher)
- Friedrich Adrian von Borcke (Sekretär)
- Theodor Philipp von Pfau (Redner)
- Hans Carl von Winterfeld (Schatzmeister)
- Philip von Gontard (Meister)
- Karl Alexander von der Goltz (Geselle)
- Alexander Wilhelm von Arnim (Geselle)

Unter den Mitstiftern fand sich der preußische Hoch- und Schwertadel versammelt.
Nach zweieinhalb Jahren fassten Offiziere eines Infanterie-Bataillons, die der Minerva angehörten und ausersehen waren, die spätere Besatzung der neubefestigten Festung Schweidnitz zu werden, den Entschluss, eine Tochterloge zu gründen. Sie nannten die Loge „Herkules“. Die Gründung wurde am 5. Juli 1770 unter der Matrikelnummer 6 vollzogen. Die Loge Herkules arbeitete in Potsdam, Reichenbach und Silberberg, ehe sie 1775 Standquartier in Schweidnitz bezog.
Die Minerva arbeitete 62 Jahre in gemieteten Räumen, im „Gerlachschen Garten“. 1830 wurde das Grundstück Kiezstr. 10 in Potsdam erworben und am 26. Mai 1830 fand unter der Hammerführung des Vorsitzenden Meisters, Johann Wilhelm von Wiebel (Generalstabsarzt und erster Leibarzt des Königs), die Lichteinbringung in das neue Haus statt. 1844 wurde, vom Protektor Prinz Wilhelm von Preußen (dem späteren Kaiser Wilhelm I.) angeregt, ein Neu- und Umbau der Tempel ausgeführt und am Geburtstag des Protektors am 22. März 1845 feierlich in seiner Anwesenheit eingeweiht.
Der letzte große Umbau erfolgte 1894, um weitere Tempel für die 1868 begründete Andreasloge „Veritas“ zu schaffen und die Gesellschaftsräume zu erweitern.
Als 1935 die Logen in Deutschland aufgelöst wurden, musste das Haus an die Garnisonskirchengemeinde zwangsverkauft werden.
Im Zeitraum 1768 bis 1935 wuchs die Mitgliederzahl der Minerva stetig an. Nach Ausgründung der Johannisloge Herkules gehörten der Minerva noch 48 Brüder an. Zum 50. Stiftungsfest betrug die Mitgliederzahl 60, nach 100 Jahren 116 Brüder. Im Mitgliederverzeichnis 1932/33 waren 163 Brüder in die Matrikel eingetragen.

### Zur Zeit des Nationalsozialismus
Nach der Machtübernahme der Nationalsozialisten im Jahr 1933 versuchten die Großlogen in Deutschland, einem sofortigen Verbot zu entgehen, indem sie sich in „Deutscher Orden“ oder „Christlich-Deutscher Orden“ umbenannten.
1934 ergingen weitere Bestimmungen für die Freimaurerei: Sie hatte dafür Sorge zu tragen, die Orden arisch zu halten und dass Parteifunktionäre zu allen Arbeiten und rituell-symbolischen Tempelarbeiten Zutritt hatten.
In einer Brandrede bezeichnete Joseph Goebbels die weltumspannende Verschwörung aus Judentum, internationaler Freimaurerei und internationalem Marxismus als Hintergrund der Bedrohung Deutschlands.
Im Mai 1935 intervenierte Reichsbankpräsident Hjalmar Schacht, einziger Freimaurer in der NS-Regierung, vergeblich bei Adolf Hitler. Im selben Jahr der endgültigen Verbannung freimaurerischen Lebens aus der Öffentlichkeit wurde der Meister vom Stuhl einer Hamburger Loge, weil er Freimaurer war, für neun Monate in einem Konzentrationslager interniert. Im Vorfeld des endgültigen Verbots der Freimaurerei waren Nationalsozialisten stets darum bemüht, halbwegs legalen Schein zu wahren und sorgten für eine förmliche Auflösung der Vereine. Die Liquidation durch fingierte „Kaufverträge“ ermöglichte die Überführung der Logenvermögen an staatliche Institutionen.
Im Juli 1935 lösten sich die drei altpreußischen Großlogen selbst auf, am 8. August 1935 wurde die Schließung aller Logen verkündet. Am 17. August 1935 ordnete Innenminister Wilhelm Frick das Verbot der Freimaurerei in Deutschland an.
Überliefert ist folgende Aussage des letzten Ordensmeisters vor der Schließung der Logen, Friedrich Adolf Bolle, der auch Alt-Logenmeister der Minerva war:
„Es wird immer Menschen geben, die nach einer religiösen Stütze suchen, der nichts Dogmatisches und Kirchliches anhaftet. Ob sich dann solche Suchenden zu einer neuen Gemeinschaft zusammenfinden werden, ist allein in den Willen des Allgütigen gestellt. Ich aber glaube fest daran, dass der Orden eines Tages wie ein Phönix aus der Asche von neuem seine Schwingen regen wird.“
Im Zeitraum 1935 bis 1945 sind Aktivitäten der Minerva nicht dokumentiert.

### Von der Neugründung 1968 bis ins 21. Jahrhundert
Nach Ende des Zweiten Weltkriegs dauerte es jedoch noch 23 Jahre, bis am 13. Oktober 1968 die Minerva in Berlin ihre Reaktivierung feierte und gleichzeitig das 201. Logenjahr eröffnete. Zehn Brüder aus verschiedenen Logen fassten den Entschluss, die Minerva zu reaktivieren und fanden die Zustimmung und Unterstützung des letzten noch lebenden Minerva-Bruders. Da eine Reaktivierung in Potsdam, also auf dem Staatsgebiet der damaligen DDR, nicht möglich war, musste sie im neuen Ordenshaus der Großen Landesloge in West-Berlin erfolgen. Die Minerva war fortan eine Berliner Loge.
Die folgenden Jahre und Jahrzehnte waren geprägt vom Wiederaufbau der Bruderschaft in einem sich ständig wandelnden soziokulturellen Umfeld. Die politische Wende in der DDR im Herbst 1989 und die sich anschließende Wiedervereinigung am 3. Oktober 1990 stellte eine erneute Wandlung der äußeren Umstände dar. Zum einen kamen Suchende nun auch von außerhalb der Berliner Stadtgrenzen, zum anderen bestand der Wunsch der Brüder nach einer Rückübertragung des Logenhauses in der Kiezstraße, um die Arbeit wieder in Potsdam aufnehmen zu können. Bereits 1990 meldete die Minerva einen Rückübertragungsanspruch beim Amt für offene Vermögensfragen an, der später (2002) an die Große Landesloge abgetreten wurde. Im Ergebnis eines langjährigen Rechtsstreits erfolgte zwar eine Entschädigung des Vermögenswertes, die Rückgabe des Logenhauses blieb jedoch aus. Im Ergebnis sieht sich die Minerva als Berliner Loge mit Potsdamer Wurzeln, was sich auch im Briefkopf wiederfindet („Johannisloge Minerva, Matrikel Nr. 1, gestiftet 1768 in Potsdam, reaktiviert 1968 in Berlin“).

## Aktuelles
Heute ist die Minerva, so wie die meisten anderen Freimaurerlogen, ein eingetragener Verein mit allen dazugehörenden Rechten und Pflichten. Die Brüder der Minerva kommen aus allen Bevölkerungsschichten und unterschiedlichen Berufsgruppen. Die Brüder eint die freimaurerische Idee – der Wille, an der persönlichen Weiterentwicklung zu arbeiten und nach außen zu leuchten.